# 박향림
박향림(朴響林, 본명: 박억별, 1921년 1월 31일 ~ 1946년 2월 8일)은 일제강점기에 주로 활동한 일제강점기의 가수이다. 박정림(朴貞林)이라는 예명도 함께 썼다.

## 생애
함경북도 경성군 주을온천 부근에서 출생했다. 어머니는 음식점을 경영했고, 박향림은 원산부의 루씨여자고등보통학교를 다녔으며 졸업 후에 잠시 금융조합에서 일하기도 하였다.
1937년 주을에는 인기 작곡가 박시춘이 포함된 오케레코드의 오케연주단이 내려와 공연을 했는데, 가수를 지망한 박향림이 연주단을 찾아가 노래를 불러 보였으나 사장 이철의 반대로 발탁되지 못했다는 일화가 있다.
박향림은 상경하여 오케레코드의 경쟁사인 태평레코드를 찾아가 가수로 데뷔할 수 있었고, 박영호의 〈청춘극장〉과 〈서커스 걸〉로 처음 이름을 알렸다. 이후 콜럼비아레코드에 영입되어 박향림이라는 이름으로 여러 히트곡을 발표했다. 이 시기의 대표적인 노래로는 서민적인 내용을 담은 만요로 박향림의 콧소리가 잘 어울리는 〈오빠는 풍각쟁이〉, 김해송과 듀엣을 이룬 〈전화일기〉가 있다.
콜럼비아레코드에서 많은 인기를 얻은 박향림은 처음에 거절당했던 오케레코드에 스카우트되어 〈코스모스 탄식〉, 〈순정특급〉과 같은 히트곡을 계속 발표하였다. 독특한 목소리에 탁월한 기교로 만요, 재즈, 블루스에 장기를 보였다. 비슷한 시기에 활동한 여가수들 가운데 가장 도시적이고 발랄한 분위기의 노래를 불렀고, 야무지고 정확한 가창이 특징이었다.
태평양 전쟁 중 이철과 오케레코드사가 친일 가요 보급에 동원되면서, 박향림도 천황의 병정이 되는 것이 소원이라 혈서를 쓰면서까지 지원한다는 내용의 〈혈서지원〉과 같은 군국가요를 부른 일이 있다. 인기 가수 남인수, 백년설과 함께 부른 이 노래 때문에 광복 후 이미 박향림이 사망한 뒤에 김승학이 정리한 친일파 명단에는 혈서지원자로 잘못 표기되어 포함되어 있기도 하다. 〈혈서지원〉 외에도 〈진두(陳頭)의 남편〉, 〈총후(銃後)의 자장가〉, 〈화랑〉 등의 군국가요를 부른 것으로 알려졌다.
1946년 출산한 직후 강원도 홍천군에서 열린 공연에 참가했다가 산후병이 발병하여 요절했다. 그해 7월에 동양극장에서는 박영호가 추도사를 읽은 박향림 추도 공연이 열렸다.

## 참고자료
- 강옥희,이영미,이순진,이승희 (2006년 12월 15일). 《식민지시대 대중예술인 사전》. 서울: 소도. 139~140쪽쪽. ISBN 978-89-90626-26-4.
- 이동순 (2007년 10월 18일). “[이동순의 가요이야기 .16] 식민지 어둠을 밝혀준 가수 박향림”. 영남일보. 2008년 2월 8일에 확인함.